# Jaru
Jaru est une ville brésilienne de l'est de l'État du Rondônia. Sa population était estimée à 51 775 habitants en 2019. La municipalité s'étend sur 2 944 km2.
1. ↑  IBGE